# Trofeo Piva 2025
De 76e editie van de wielerwedstrijd Trofeo Piva vond plaats op 6 april 2025. De 175 deelnemers moesten een parcours van 179,8 kilometer in en rond Col San Martino afleggen. De wedstrijd maakte deel uit van de UCI Europe Tour, met de categorie 1.2U. Door die categorie was de wedstrijd enkel toegankelijk voor beloften. De Italiaan Filippo Turconi won, voor de Belg Duarte Marivoet en Cesar Macias uit Mexico.

## Uitslag
| Plaats  | Naam                   | Ploeg                              | Tijd     |
| ------- | ---------------------- | ---------------------------------- | -------- |
| Winnaar | Filippo Turconi        | VF Group-Bardiani CSF-Faizanè      | 4u02'49" |
| 2       | Duarte Marivoet        | UAE Team Emirates Gen Z            | + 6"     |
| 3       | Cesar Macias           | Petrolike                          | + 23"    |
| 4       | Adrià Pericas          | UAE Team Emirates Gen Z            | z.t.     |
| 5       | Jakob Omrzel           | Bahrain Victorious Dev.            | z.t.     |
| 6       | Matteo Scalco          | VF Group-Bardiani CSF-Faizanè      | z.t.     |
| 7       | Ludovico Mellano       | XDS Astana Dev.                    | z.t.     |
| 8       | Cesare Chesini         | MBH Bank Ballan CSB                | z.t.     |
| 9       | Luciano Paletti        | VF Group-Bardiani CSF-Faizanè      | z.t.     |
| 10      | Filippo Agostinacchio  | Biesse-Carrera-Premac              | z.t.     |
| 11      | Matthias Schwarzbacher | UAE Team Emirates Gen Z            | + 25"    |
| 12      | Lorenzo Masciarelli    | MBH Bank Ballan CSB                | z.t.     |
| 13      | Kevin Biehl            | General Store-Essegibi-F.lli Curia | z.t.     |
| 14      | Enea Sambinello        | UAE Team Emirates Gen Z            | z.t.     |
| 15      | Dean Harvey            | Martigues SC Payden-Rygel          | + 27"    |
| 16      | Mychajlo Basaraba      | UC Monaco                          | z.t.     |
| 17      | Marco Schrettl         | Tirol KTM                          | z.t.     |
| 18      | Jamie Meehan           | AVC Aix Provence Dole              | z.t.     |
| 19      | Sven Mernik            | Factor                             | z.t.     |
| 20      | Mark Lightfoot         | AVC Aix Provence Dole              | + 32"    |